# Чумак Іван Володимирович
 Іва́н Володи́мирович Чума́к (нар. 8 грудня 1937, с. Старе, Бориспільський район, Київська область) — український журналіст, письменник, автор понад тридцяти книг поезії та прози. Заслужений журналіст України.
Нагороджений орденом «За заслуги» 3-го ступеня.
Член Національної спілки журналістів України і Національної спілки письменників України (1982).

## Життєпис
Чумак Іван Володимирович, поет, прозаїк, публіцист, народився 8 грудня 1937 року в селі Старому Бориспільського району Київської області. Батько Володимир Трохимович, робітник цукрового заводу, у 27-річному віці загинув як солдат під час оборони Києва від німців улітку 1941 року. Мати Христина Терентіївна, колгоспниця, вдовину долю зносила до кінця своїх днів, померши у віці 92 років. Вищу освіту Іван Чумак здобув у московському літературному інституті, який закінчив 1965 року. Вся його трудова діяльність пов'язана з пресою, зокрема він 16 років очолював редакцію газети «Київська правда».
Дружина до пенсії працювала в цивільній авіації: начальник фінансового управління державного департаменту авіаційного транспорту України. Подружжя виростило і виховало двох синів: Радислава — журналіста і Володимира — підприємця. Має чотирьох онуків — Івана, Романа, Фелікса та Остапа.

## Творчість
Іван Чумак автор збірок поезії: «Пшеничний місяць» (1964), «Материнство землі» (1980), «Серед білого світу» (1985), «А що таке любов?» (1997), «Калинова мелодія» (2002), «При калиновому світлі» (2003), «Вогонь у хатньому вікні» (2005), «Свято любові» (2006), «Над моїм Борисполем» (2018); книжок прози: «У людей питайтеся» (1991), «Танцювали вдови польку» (2006), «Ідеш, ідеш — оглянешся…» (2012), «На відстані пам'яті» (2007, 2013), «Історія самобутності, або народ — безсмертний» (2016), «Українська душа» (2018), «Якщо я є, то хто я?» (2019); прозових творів для юнацтва та дітей: «Слід золотого обозу» (1981), «Літак, індик та черепаха» (1987), «Шовковиця» (2007), «Красоля» (2008), «Врятований горобчик» (2010), «Житейські пригоди та химери-нагоди Степанка і Стасика» (книга перша — 2013, книга друга— 2014), «Юний сміливець і грізний дракон» (2015), «Лицарський вчинок» (2016). На слова Івана Чумака композитор Олександр Білаш створив 14 пісень і романсів.
Наприкінці 2021 року Кам'янець-Подільським видавництвом «Рута» видрукувано нову книгу прози Івана Чумака під назвою «Поміж нас у цей час», куди увійшли повісті «Якщо я є, то ж я?», «Яблуко від яблуні», «Манна небесна» та притча «Крем'яна сокира». Видання супроводжується розлогим аналізом творчості письменника у роздумах літературознавця Володимира Литвина.

## Нагороди
- Орден «За заслуги» 3-го ступеня
- Почесне звання «Заслужений журналіст України»

Твори відзначено літературними преміями імені І. Нечуя-Левицького, міжнародною літературною премією імені Г. Сковороди, імені Ю. Яновського, «Благовіст».